# امین‌الله رشیدی
امین‌الله رشیدی (۴ اردیبهشت ۱۳۰۴ – ۲۰ مهر ۱۴۰۳) خواننده و آهنگساز ایرانی بود. آهنگ‌سازی و خوانندگی رشیدی در رادیو ایران از سال ۱۳۲۷ خورشیدی آغاز و تا پایان سال ۱۳۴۴ به‌طور پیوسته ادامه داشت. او در این مدت بیش از ۱۲۰ ترانه ساخت.

## زندگی
امین‌الله رشیدی در ۴ اردیبهشت ۱۳۰۴ در شهر راوند زاده شد. پدر او کشاورز و مادرش دختر ادیب بیضایی آرانی (و از بستگان سیاوش بیضایی و بهرام بیضایی) بود. به همین دلیل امین‌الله ذوق سرودن شعر در سر داشت. خانواده امین‌الله در چهارماهگی او به کاشان نقل مکان کردند. او تحصیلات ابتدایی و متوسطه را در کاشان سپری کرد و پس از پایان تحصیل در یکی از دفاتر اسناد رسمی در تهران مشغول به کار شد. وی در سال ۱۳۴۴ بنا به مقتضیات کاری از کار در رادیو استعفا داد. رشیدی در سال ۱۳۳۶ خورشیدی با دختری اهل کاشان ازدواج کرد که حاصل آن یک دختر و یک پسر به نام‌های افسانه و صباح هستند.

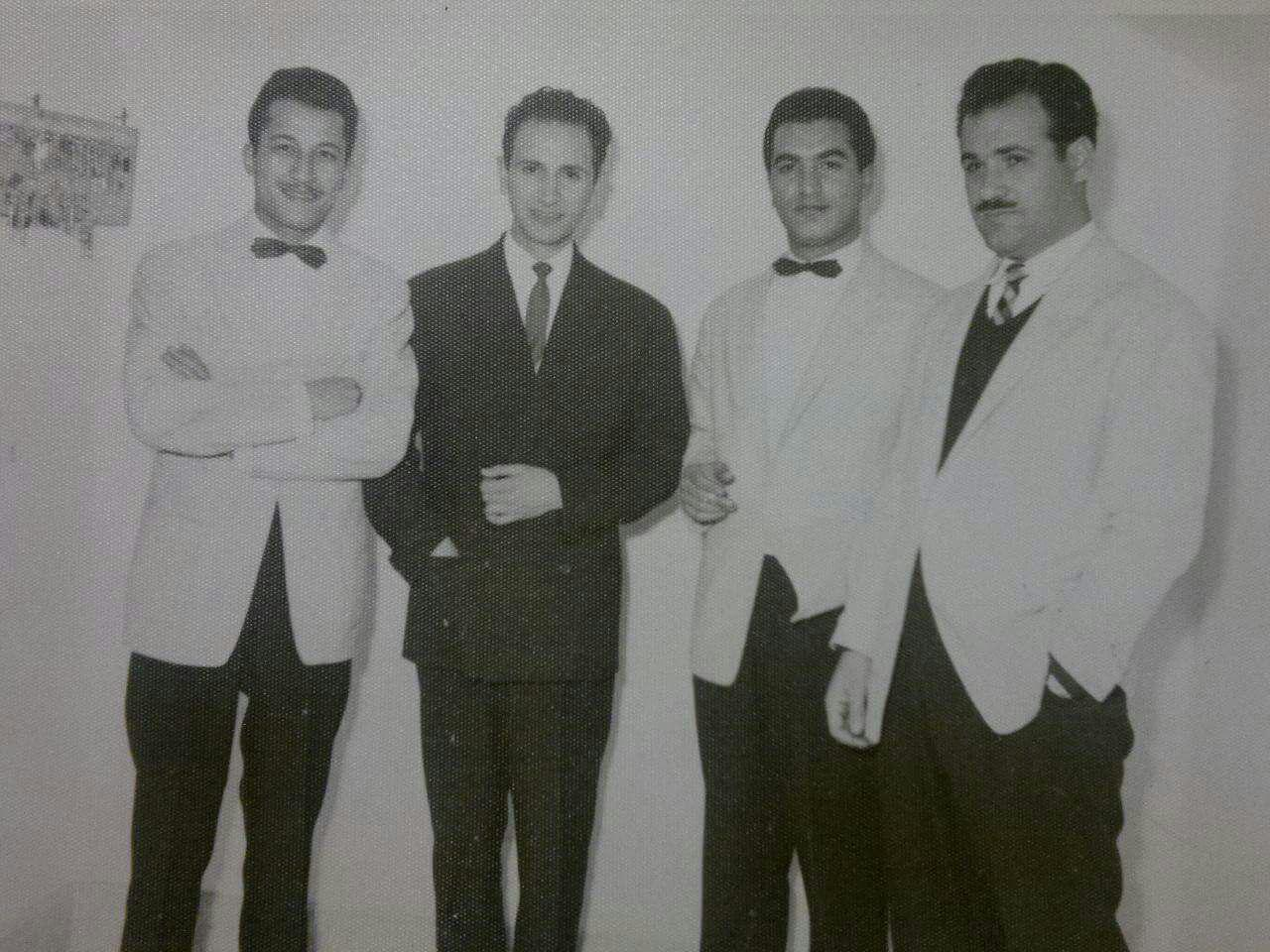
سلیمان اکبری، پرویز شهبازی، امین‌الله رشیدی و منوچهر لشگری

وی در اردیبهشت ۱۳۹۵ در سن ۹۱ سالگی، در برنامهٔ خندوانه شبکهٔ نسیم شرکت کرد.

## زندگی هنری
امین‌الله رشیدی تحصیل و نقاشی قالی ایرانی را نزد هنرمندانی همچون، محمد دبیر الصنایع و حسن نقش‌پور اراکی فرا گرفت و در زمانی کوتاه تا مرحلهٔ طراحی و ابتکار پیش رفت. همزمان، مقدمات نوازندگی تار را نیز نزد حسن نقش‌پور آموخت.
امین‌الله رشیدی در سن ۱۵ سالگی در ۴ اردیبهشت ۱۳۱۹ در رادیو تهران آغاز به کار کرد و در سال ۱۳۲۵ به تهران منتقل شد. در اوایل ورود به تهران اصول نت‌نویسی را نزد موسی معروفی در کلاس‌های شبانه هنرستان موسیقی (تالار وحدت کنونی) و نیز به مدت یکی دو ماه در کلاس موسیقی مسعود معارفی فرا گرفت. رشیدی از راه شنیدن صفحات گرامافون و آثار خوانندگان رادیو ایران با ردیف آواز ایرانی بیشتر آشنا شد. وی یکی از نخستین خواننده‌های ایرانی آشنا با خط بین‌المللی موسیقی (نت) بود. او همچنین تئوری آواز را نزد مهدی فروغ در هنرستان موسیقی آموخت. پس از یادگیری نت، نوازندگی تار را رها کرد و از آن پس نت آهنگ‌هایی را که می‌ساخت بدون استفاده از ساز، به روی کاغذ می‌آورد.
در سال ۱۳۲۸ موسی معروفی واسطه آشنایی رشیدی و علی‌محمد خادم میثاق رهبر یکی از ارکسترهای رادیو ایران شد. او از همان سال به عنوان خواننده و آهنگساز فعالیت خود را در رادیو آغاز کرد و نخستین‌بار ترانه رنج جدایی از ساخته‌های موسی معروفی را در مایهٔ افشاری با ارکستر او در رادیو اجرا کرد.
امین‌الله رشیدی همزمان در برنامه‌های موسیقی ارتش که شب‌های جمعه ساعت ۷:۳۰ بعد از ظهر از رادیو ایران پخش می‌شد، در ارکستری به سرپرستی علی تجویدی می‌خواند و در چند برنامه رادیویی محمد بهارلو نیز شرکت نمود. او در اواخر سال ۱۳۴۴ از رادیو کناره گرفت تا به فعالیت‌های دیگر خود بپردازد. رشیدی در مدت فعالیت در رادیو ایران حدود ۱۲۰ ترانه ساخت. شعر برخی از ساخته‌هایش مانند ترانه دریا سروده خود او هستند. اما آهنگ‌های وی بیشتر برای اشعار تورج نگهبان، بیژن ترقی، مهرداد اوستا، فریدون مشیری، رضا ثابتی، نظام فاطمی، ابوالقاسم حالت، اسماعیل نواب صفا، عبدالله الفت (فاطمی) و پرویز وکیلی ساخته شده‌اند.
بیشتر ساخته‌های امین‌الله رشیدی توسط ارکسترهای شماره ۱ و ۲ رادیو ایران اجرا شده‌اند که از نوازندگی و همکاری حبیب‌الله بدیعی، پرویز یاحقی، همایون خرم، عباس شاپوری، محمد میرنقیبی، انوشیروان روحانی، ولی‌الله البرز، یاوری، حدادی و دیگران برخوردار بودند. این اجراها تحت نظارت و سرپرستی مشیر همایون شهردار و حسینعلی ملاح ضبط و پخش شداند. رشیدی با آذر عظیما و فرخنده عمیمی‌نژاد از خوانندگان رادیو ایران نیز تصنیف‌های دو صدایی اجرا کرده است.
دو اثر برجسته او یکی به نام دریا با چندصدایی امیر ملوک‌پور برای ارکستر سمفونیک و گروه کر و کیستم من با چندصدایی جمال‌الدین منبری در دو شکل که اولی برای ارکستر سازهای ملی و دومی برای ارکستر ملی است اجرا و ضبط شدند که در هر آنها را جمال‌الدین منبری خوانده است.
امین‌الله رشیدی از دهه ۱۳۷۰ (خورشیدی) آثار خود را به صورت نوار کاست و در سپس سی‌دی منتشر کرد که شامل آلبوم‌های دلم تنگ است، افسونگر، من عشقم، عطر گیسو، چشم شب و بخت گمشده می‌شوند. او آخرین بار در سال ۱۳۹۵ با همراهی ارکستر رامشه به روی صحنه رفت و خواند.

### سبک کار
شیوهٔ خوانندگی و آهنگ‌سازی امین‌الله رشیدی مرز میان سنت و نوگرایی است. او به گفته خودش حد وسط را انتخاب کرده و گفته بود: «اگر این میانه‌روی و اعتدال در تمام امور دنیا جاری بود چهره جهان و زندگی خیلی زیباتر و مطبوع‌تر از آنچه تا کنون هست می‌بود.» رشیدی دربارهٔ موسیقی کلاسیک و ردیف آوازی که سینه‌به‌سینه حفظ شده و کامل‌ترین صورت آن به وسیله موسی معروفی نت‌نویسی شده است، نظریاتی داشت و معتقد بود که در اجرای آوازها به شرط حفظ اصالت ایرانی و به خصوص تلفیق آن با شعر پارسی، باید شیوه‌ای نو ایجاد کرد و از تکرار مکررات آن هم به‌طور گسترده امساک نمود.
همچنین او در کاربرد واژه‌های هنر و هنرمند حساسیتی خاص داشت. وی به اعتبار قول بزرگان و هنرشناسان گفته بود: «هنر یعنی خلاقیت و هنرمند یعنی خلاق و آفریننده. بنابراین اگر در یک اثر هنری اعم از شعر و موسیقی و نقاشی و غیره، ابتکار و نوآوری به چشم نخورد، به این معنی که اگر در قطعه‌شعری یک مضمون نو و در آهنگی حتی یک ملودی جدید و زیبا نتوان پیدا کرد، این دیگر هنر نیست و صاحب چنین آثاری مستحق لفظ هنرمند نه؛ و بر همین منوال، برچسب کلمه هنرمند به خواننده یا نوازنده یا صاحب اثر دیگری که فاقد شیوه‌ای نو و ابتکاری و مستقل در کارشان باشند، جایز نیست. باید به این مجریان ماهر و مسلط و چیره‌دست هنر آفرین گفت و با اطلاق کلمه استاد از آنان تقدیر کرد و ارجشان را پاس داشت!»

## نامزدی انتخابات ۱۳۹۶
امین‌الله رشیدی همچنین در انتخابات ریاست جمهوری ۱۳۹۶ برای نامزد شدن نام‌نویسی کرد، ولی شورای نگهبان به خاطر کهولت سن صلاحیت او را رد کرد.

## درگذشت
امین‌الله رشیدی در ۲۰ مهر ۱۴۰۳ در سن ۹۹ سالگی درگذشت. خانواده او تصمیم گرفتند پیکر او را برای پژوهش علمی به دانشگاه علوم پزشکی اهدا کنند و برایش مراسم خاکسپاری برگزار نشد.

## آلبوم‌ها
- افسونگر
- عطر گیسو
- بخت گمشده
- چشم شب
- دلم تنگ است
- من عشقم

## آثار مکتوب
- از کاشان تا کاناری (۱۳۷۲)[۳]
- عطر گیسو (۱۳۸۱)[۳]
- ایران در رهگذر زمان (۱۳۹۰)[۳]

## برای مطالعهٔ بیشتر
- گرگانی، سپیده (۲۳ مهر ۱۴۰۳). «شش پرده از زندگی ۹۹سالهٔ امین‌الله رشیدی و حسرت‌هایش». رادیو فردا.
- «زمانی داشتن رادیو مجوز شهربانی می‌خواست / می‌گفتند قیافه‌ام طاغوتی است / مشروح حرف‌های امین‌الله رشیدی در کافه خبر». خبرآنلاین. ۱۵ اردیبهشت ۱۳۹۲.